# Chiesa cattolica nella Repubblica Centrafricana

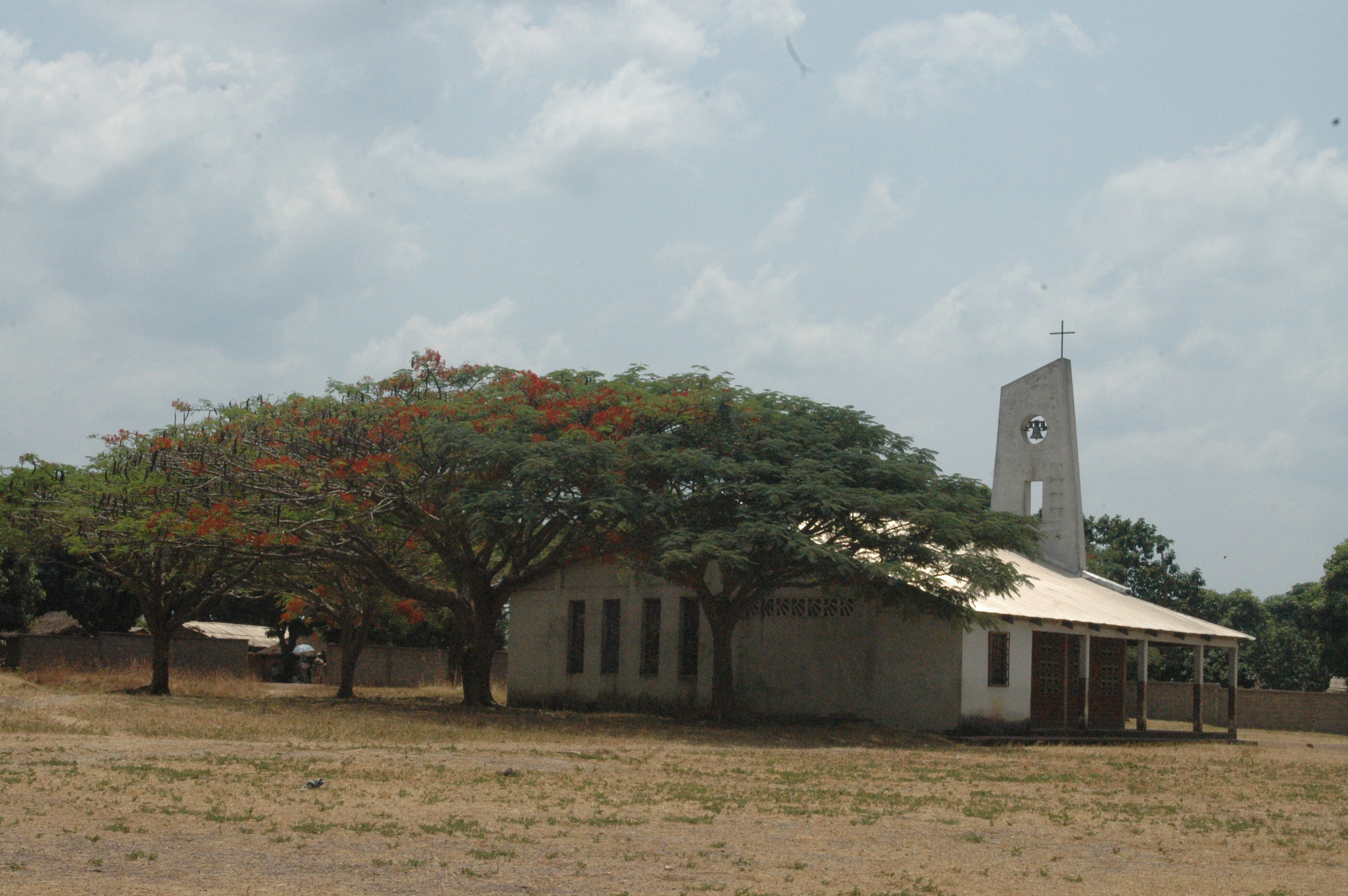
Chiesa del villaggio di Niem, nella diocesi di Bouar.

La Chiesa cattolica nella Repubblica Centrafricana è parte della Chiesa cattolica universale in comunione con il vescovo di Roma, il papa.

## Storia
L'evangelizzazione della Repubblica Centrafricana incomincia nel 1894, quando i Padri Spiritani  di Brazzaville fondano la missione dell'Ubanghi-Chari, nel sud del Paese, seguita da altre missioni negli anni seguenti. Nel 1909 è eretta la prefettura apostolica dell'Ubanghi-Chari (che diventa di Bangui nel 1940) e nel 1914 inizia la penetrazione missionaria all'interno del Paese, verso il Nord. Nel 1938 è ordinato il primo sacerdote indigeno e nel 1968 il primo vescovo. Nel 1985 e nel 2015 i pontefici Giovanni Paolo II e Francesco hanno compiuto la visita pastorale alla Chiesa cattolica della Repubblica Centrafricana. Dal 2004 a Safà è presente una missione dei Canonici Regolari Lateranensi.

## Organizzazione ecclesiastica
La Chiesa cattolica è presente sul territorio con 1 sede metropolitana ed 8 diocesi suffraganee:
- Arcidiocesi di Bangui
  - Diocesi di Alindao
  - Diocesi di Bambari
  - Diocesi di Bangassou
  - Diocesi di Berbérati
  - Diocesi di Bossangoa
  - Diocesi di Bouar
  - Diocesi di Kaga-Bandoro
  - Diocesi di Mbaïki

## Statistiche
Alla fine del 2004 la Chiesa cattolica nella Repubblica Centrafricana contava:
- 122 parrocchie;
- 282 preti;
- 361 suore religiose;
- 144 istituti scolastici;
- 49 istituti di beneficenza.

La popolazione cattolica ammontava a 752.402 cristiani, pari al 21,72% della popolazione.

## Nunziatura apostolica
La delegazione apostolica di Dakar, con giurisdizione su tutte le colonie francesi dell'Africa continentale ed insulare (ad eccezione delle regioni del Nordafrica), fu istituita il 22 settembre 1948 con il breve Expedit et Romanorum Pontificum di papa Pio XII.
Il 3 maggio 1960 fu istituita la delegazione apostolica dell'Africa Centro-occidentale con il breve apostolico Ad universae Ecclesiae di papa Giovanni XXIII; essa aveva giurisdizione sull'Oubangui-Chari (nome coloniale della Repubblica Centrafricana), la Nigeria, il Camerun, il Gabon, il Congo e il Ciad. Sede del delegato apostolico era la città di Lagos in Nigeria.
Il 3 aprile 1965, in forza del breve Qui res Africanas di papa Paolo VI, è istituita la nuova Delegazione apostolica dell'Africa Centrale, con giurisdizione sulla Repubblica Centrafricana, il Camerun, il Ciad, il Congo ed il Gabon. Sede del delegato apostolico era la città di Yaoundé in Camerun.
Il 4 novembre 1967, con l'instaurazione di rapporti diplomatici tra la Santa Sede e la Repubblica Centrafricana, nasce la Nunziatura apostolica della Repubblica Centrafricana, in forza del breve Eo mentem del medesimo papa Paolo VI.

### Delegato apostolico
- Luigi Poggi (3 aprile 1965 - 21 maggio 1969 nominato nunzio apostolico in Perù)

### Pro-nunzi apostolici
- Mario Tagliaferri (5 marzo 1970 - 25 giugno 1975 nominato pro-nunzio apostolico in Cuba)
- Oriano Quilici (13 novembre 1975 - 26 giugno 1981 nominato nunzio apostolico in Guatemala)
- John Bulaitis (21 novembre 1981 - 11 luglio 1987 nominato pro-nunzio apostolico in Iran)

### Nunzi apostolici
- Beniamino Stella (7 novembre 1987 - 15 dicembre 1992 nominato nunzio apostolico a Cuba)
- Diego Causero (1º febbraio 1993 - 31 marzo 1999 nominato nunzio apostolico in Siria)
- Joseph Chennoth (24 agosto 1999 - 15 giugno 2005 nominato nunzio apostolico in Tanzania)
- Pierre Nguyễn Văn Tốt (24 agosto 2005 - 13 maggio 2008 nominato nunzio apostolico in Costa Rica)
- Jude Thaddeus Okolo (2 agosto 2008 - 7 ottobre 2013 nominato nunzio apostolico nella Repubblica Dominicana e delegato apostolico a Porto Rico)
- Franco Coppola (31 gennaio 2014 - 9 luglio 2016 nominato nunzio apostolico in Messico)
- Santiago De Wit Guzmán (21 marzo 2017 - 30 luglio 2022 nominato nunzio apostolico in Trinidad e Tobago, Antigua e Barbuda, Belize, Grenada, Guyana, Saint Kitts e Nevis, Saint Vincent e Grenadine, Suriname e delegato apostolico nelle Antille)
- Giuseppe Laterza, dal 5 gennaio 2023

## Conferenza episcopale
L'episcopato centrafricano costituisce la Conferenza episcopale centrafricana (Conférence Episcopale Centrafricaine, CECA), istituita nel 1970.
La CECA è membro della Association des Conférences Episcopales de la Région de l'Afrique Central (ACERAC) e del Symposium of Episcopal Conferences of Africa and Madagascar (SECAM).
Elenco dei presidenti della Conferenza episcopale:
- Joachim N'Dayen, arcivescovo di Bangui (1970 - 1997)
- Paulin Pomodimo, vescovo di Bossangoa e arcivescovo di Bangui (1997 - 2005)
- François-Xavier Yombandje, vescovo di Bossangoa (febbraio 2005 - febbraio 2008)
- Paulin Pomodimo, arcivescovo di Bangui (febbraio 2008 - 26 maggio 2009)
- Armando Umberto Gianni, vescovo di Bouar (luglio 2009 - febbraio 2010)
- Édouard Mathos, vescovo di Bambari (febbraio 2010 - luglio 2013)
- Dieudonné Nzapalainga, C.S.Sp., cardinale arcivescovo di Bangui (luglio 2013 - 18 gennaio 2019)
- Nestor-Désiré Nongo-Aziagbia, S.M.A., vescovo di Bossangoa, dal 18 gennaio 2019

Elenco dei vicepresidenti della Conferenza episcopale:
- Nestor-Désiré Nongo-Aziagbia, S.M.A., vescovo di Bossangoa (luglio 2013 - 18 gennaio 2019)